# MCMXC a.D.
MCMXC a.D. is het debuutalbum van het Duitse muziekproject Enigma. Het album werd op 10 december 1990 uitgebracht, en is geproduceerd door de Roemeens-Duitse muzikant Michael Cretu. De titel staat voor 1990 in Romeinse cijfers gevolgd door de afkorting Anno Domini.

## Geschiedenis
Voordat Cretu met het muziekproject Enigma startte, had hij al eerder enkele succesvolle solonummers uitgebracht. Ook produceerde hij albums voor zijn toenmalige vrouw Sandra. In 1989 ontwikkelde Cretu een idee voor een new age-muziekproject genaamd Enigma. In zijn muziekstudio op het Spaanse eiland Ibiza schreef en nam hij alle nummers op, waarbij het een van de eerste albums is die op harde schijf werd opgenomen. Cretu gebruikt op dit album een combinatie van gregoriaanse zang, dansritmes, en shakuhachi-fluitklanken.
Voordat het album uitkwam was Cretu voorzichtig met de kritiek richting het geplande album, en besloot om af te zien van het vermelden van de echte namen van de medewerkers. Hij gebruikte als alias Curly M.C. en uitgebreide informatie ontbrak, zodat er een mysterie ontstond over de scheppers en het project zelf. Tijdens een interview vertelt Cretu dat hij de focus op de muziek wilde richten, en niet zozeer wie de personen achter de muziek zijn.
Het grafische ontwerp is van artiest Johann Zambrysky, die ook de hoezen van de opvolgende vier Enigma albums heeft ontworpen.

## Uitgave
Nadat MCMXC a.D. uitkwam werd het wereldwijd een groot succes. Het bereikte de top 10 in tien landen, en verkocht meer dan 4 miljoen exemplaren. Het album stond in totaal 282 weken in de Amerikaanse Billboard 200-hitlijst, een periode gedurende vijf jaar.
In januari 1994 waren er van het album inmiddels wereldwijd meer dan 14 miljoen exemplaren verkocht. Het album werd in totaal meer dan 60 keer met platina onderscheiden.

## Nummers
Het album bevat de volgende nummers:

| Nr. | Titel                                                                                       | Duur  |
| --- | ------------------------------------------------------------------------------------------- | ----- |
| 1.  | The Voice of Enigma                                                                         | 2:21  |
| 2.  | Principles of Lust * a. Sadeness * b. Find Love * c. Sadeness (Reprise)                     | 11:43 |
| 3.  | Callas Went Away                                                                            | 4:27  |
| 4.  | Mea Culpa                                                                                   | 5:03  |
| 5.  | The Voice & The Snake                                                                       | 1:39  |
| 6.  | Knocking on Forbidden Doors                                                                 | 4:31  |
| 7.  | Back to the Rivers of Belief * a. Way to Eternity * b. Hallelujah * c. The Rivers of Belief | 10:32 |

### Heruitgave
Op 4 november 1991 kwam er een gelimiteerde uitgave van MCMXC a.D. uit met vier geremixte nummers. De nummers op het album mengen in elkaar over, dit geeft een continue luisterervaring.

| Nr. | Titel                                        | Duur |
| --- | -------------------------------------------- | ---- |
| 8.  | Sadeness (Meditation)                        | 2:43 |
| 9.  | Mea Culpa (Fading Shades)                    | 6:04 |
| 10. | Principles of Lust (Everlasting Lust)        | 4:50 |
| 11. | The Rivers of Belief (The Returning Silence) | 7:04 |

## Dvd
Op 8 september 2003 werd een dvd uitgebracht met muziekvideo's van het album genaamd "MCMXC a.D. (The Complete Album DVD)". De dvd bevat ook twee interviews met Michael Cretu, een in het Engels en een in het Duits. De muziek is te beluisteren in stereo, Dolby Digital 5.1 en DTS surround sound.

## Medewerkers
- Michael Cretu (als "Curly M.C.") – producent, zang
- Sandra Cretu – zang, stemmen
- David Fairstein – tekst
- Frank Peterson (als "F. Gregorian") – samples
- Louisa Stanley – stemmen